# Джилли, Карлотта
Карлотта Джилли (итал. Carlotta Gilli; род. 13 января 2001, Турин) ― итальянская паралимпийская пловчиха со слабым зрением, участвующая в соревнованиях международного уровня. Она установила двенадцать мировых рекордов в своем классе. 9-кратная чемпионка мира, 8-кратная чемпионка Европы, чемпионка Паралимпийских игр 2020 в Токио.

## Биография
Родилась 13 января 2001 года в городе Турин, Италия.
Карлотта страдает болезнью Штаргардта, дегенеративной ретинопатией, связанной с мутацией в гене ABCA4, которая поражает примерно одного человека из десяти тысяч. Как и в большинстве случаев, когда болезнь обычно проявляется в первые 20 лет жизни, даже у Карлотты первые симптомы проявились в период начальной школы, когда начали возникать первые трудности, такие как невозможность увидеть записи на школьной доске, и ей приходилось слишком близко наклоняться к бумаге, чтобы что-то написать.
Его коэффициент зрения постепенно снижался с 10/10 на оба глаза (значение, которое он имел в 4 года) до 1/10 в возрасте 9 лет. С 2010 года у ней зрение стабилизировалась на уровне 1/10.
Занимается плаванием с 2013 года в компании Rari Nantes Torino.
С 2017 года начала выступать за Итальянскую паралимпийскую федерацию плавания, став настоящей восходящей звездой мировой паралимпийской панорамы.
В 2019 году получила степень в Лицее Валсаличе с оценкой 92/100. В настоящее время она учится на первом курсе факультета психологии Туринского университета.
Первый международный успех ей пришел в 2017 году, когда она победила на чемпионате мира в Мехико в заплыве на 50 м вольный стиль S13. На том же чемпионате она выиграла еще четыре золотые медали.
На чемпионате мира 2019 года в Лондоне Джилли завоевала четыре золотые медали.
На чемпионате Европы 2018 года в Дублине она выиграла четыре золотые медали, через два года на европейском первенстве в португальском Фуншале Карлотта три раза становилась победительницей.

## Паралимпиада 2020
На токийской Паралимпиаде Карлотта Джилли стала чемпионкой в дисциплине 100 м баттерфляй S13, и взяла серебряную медаль на дистанции 100 м на спине S13.

## Достижения
Карлотта Джилли является обладателем 7 мировых рекордов в длинной дистанции, 5 мировых рекордов в короткой и 2 европейских рекордов в длинной дистанции:

### Мировые рекорды
- 50 вольный стиль 26 "67 (Трофи Сетте Колли, Рома 29.06.2018)
- 100 на спине 1’05 "76 (Чемпионат Европы, Дублин, 17.08.2018)
- 100 баттерфляем 1’02 "22 (Мировая серия Линьяно-Саббьядоро, 27.05.2018)
- 100 вольный стиль 57 "34 (Trophy Sette Colli, Roma 30.06.2018)
- 50 баттерфляй 27 "98 (IDM Berlin 9.7.2017)
- 200 баттерфляй 2’24 "07 (Trophy Sette Colli, Рома, 07.01.2018)
- 400 Mixed 5’08 "86 (IDM Berlin 6.07.2018)